# José Jiménez Lozano

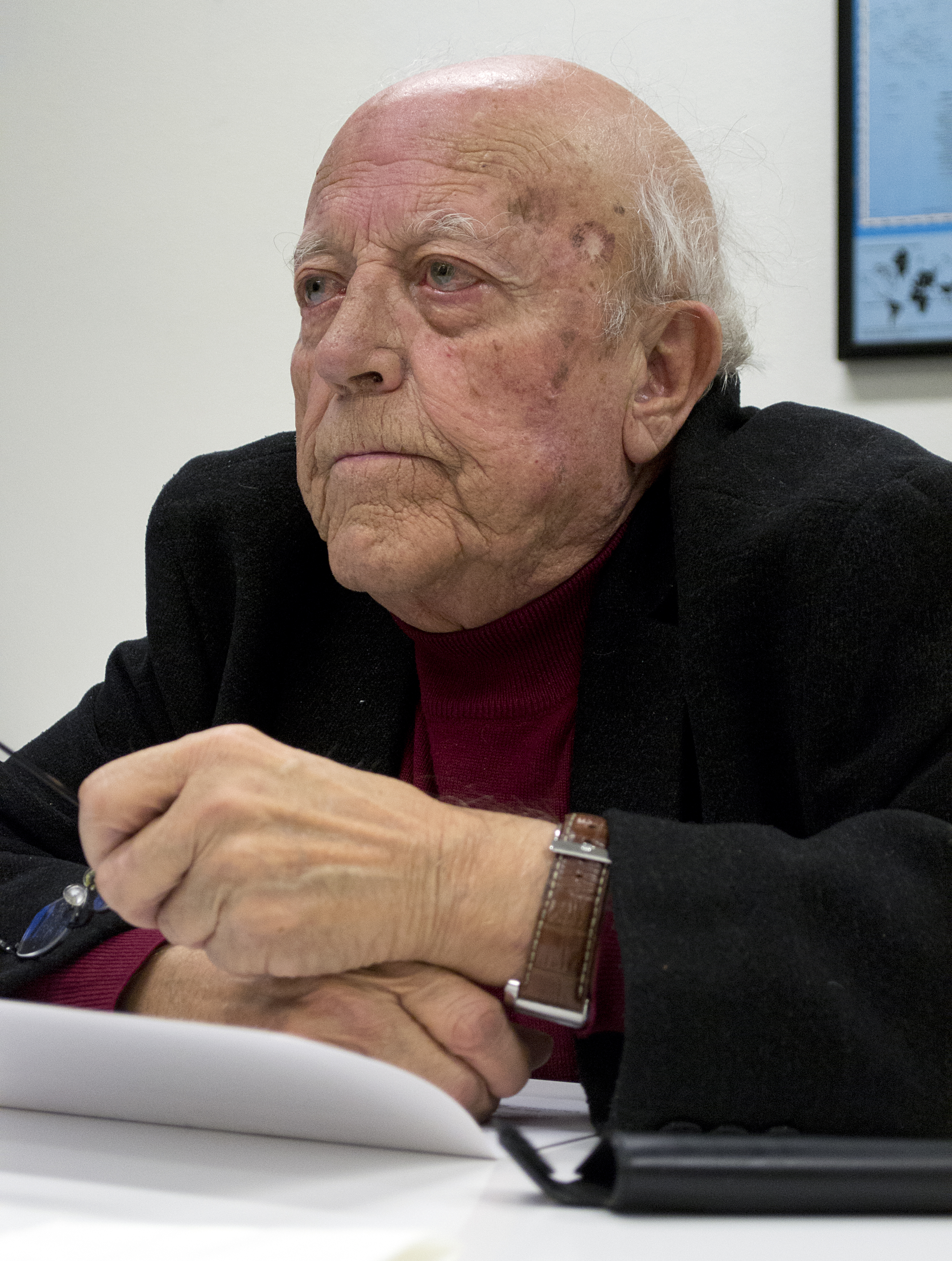
José Jiménez Lozano (2013)

José Jiménez Lozano (* 13. Mai 1930 in Langa; † 9. März 2020 in Valladolid) war ein spanischer Schriftsteller, Essayist, Journalist und Poet.

## Biografie
José Jiménez Lozano wurde 1930 in Langa, einem Dorf in der Provinz Ávila, geboren. Er arbeitete nach seinem Studium an den Universitäten Salamanca und Valladolid für die spanische Tageszeitung El Norte de Castilla ab 1958, war von 1962 bis 1978 als Redakteur beschäftigt, wurde dann stellvertretender Chefredakteur und 1980 Chefredakteur, bevor er 1995 pensioniert wurde. 
2002 gewann er den Cervantespreis. 2017 wurde ihm der Orden Pro Ecclesia et Pontifice verliehen.